# 格里森 (亞利桑那州)
格里森（英語：Gleeson）是位於美國亞利桑那州科奇斯縣的一個非建制地區。該地的面積和人口皆未知。

## 地理
格里森的座標為31°44′02″N 109°49′47″W / 31.73389°N 109.82972°W，而該地的平均海拔高度為1501米（即4924英尺）。